# Wilczekova země
Wilczekova země (rusky Земля Вильчека, německy Wilczek-Land) je druhý největší a neobydlený ostrov arktického souostroví Země Františka Josefa v Severním ledovém oceánu.
Ostrov o rozloze 2 203 km² leží ve východní části souostroví a s výjimkou dvou úzkých oblastí na západním pobřeží ho téměř úplně pokrývá Tyndallův ledový příkrov. Nejvyšší bod ostrova je v nadmořské výšce 606 m n. m.
Ostrov byl objeven expedicí Julia Payera a pojmenován po hraběti Janu Nepomuku Wilczekovi, který byl hlavním propagátorem a sponzorem expedice. Kromě Wilczekovy země nese jeho jméno také menší Wilczekův ostrov jihozápadně od Salmova ostrova. Na ostrovním mysu Geller v roce 1899 přezimovali dva členové Wellovy expedice při čekání na návrat skupiny, která měla dosáhnou severního pólu.
Nejzápadnějším bodem ostrova je mys Ganza. Sousedními většími ostrovy jsou ostrov Grahama Bella oddělený Morganovou úžinou na severovýchodě, za Rakouskou úžinou na jihovýchodě leží Hallův ostrov a na severu se za průlivem Wanderbilt nachází La Roncierův ostrov.
Na severozápadním a jihozápadním pobřeží se nachází kolonie alkounů malých.

## Podnebí
Ostrov leží v polární oblasti. Průměrná roční teplota na ostrově je −12 °C, nejvyšší zaznamenaná teplota dosáhla 12 °C a nejnižší −42 °C. Průměrné roční srážky dosahují 280 mm.

## Sousední ostrovy
- V zátoce na jižní straně ostrova, asi 9 km od pobřeží, se nachází malý ostrov Klagenfurt pojmenovaný podle hlavního města Korutan.
- Na východní straně se nachází dva malé Gorbunovovy ostrovy pojmenované po ruském přírodovědci Grigoriji Petroviči Gorbunovovi.
- Asi 1,5 km od jihovýchodního mysu Wilczekovy země se nachází řada čtyř ostrůvků (ve směru ze severovýchodu k jihozápadu): Dřevěný ostrov, Davisův ostrov (podle navigátora Johna Kinga Davise), McNultův ostrov a ostrov Tillo (podle ukrajinského kartografa Olekseje Tilla). Jiný Tillův ostrov se nachází v Karském moři.